# تيم جاكسون (سياسي)
تيم جاكسون (بالإنجليزية: Tim Jackson)‏ هو سياسي أسترالي، ولد في 28 أكتوبر 1907، وتوفي في 19 فبراير 1975. انتخب عضو مجلس نواب تسمانيا.